# 神探Power之問米追凶
《神探Power之問米追凶》是1994年首映的香港電影。由王家衛、陳勳奇、左頌昇聯合編劇（掛名陳家聲）， 陳勳奇導演，陳勳奇、曾志偉、翁慧德主演。

## 演员
| 演员   | 角色       | 备注             |
| 陳勳奇 | Power陳    | 粵語配音：朱子聰 |
| 曾志偉 | 陶三姑     | 粵語配音：曾慶珏 |
| 翁慧德 | 小鬼       | 粵語配音：陳欣   |
| 曹查理 | 三級片導演 |                  |
| 張瑞蘭 | 伊蓮       |                  |
| 冯克安 | 泰國虎     |                  |
| 劉德   | 九面狐     |                  |
| 黎應就 | 劉虛榮     |                  |
| 李莉莉 |            | 客串             |
| 余慕蓮 | 垃圾婆     | 客串             |

## 外部連結
- 開眼電影網上《神探Power之問米追凶》的資料（繁體中文）
- 香港影庫上《神探Power之問米追凶》的資料（繁體中文）
- 豆瓣电影上《神探Power之問米追凶》的資料 （简体中文）
- 爛番茄上《神探Power之問米追凶》的資料（英文）
- 互联网电影数据库（IMDb）上《神探Power之問米追凶》的资料（英文）